# Polsat Crime & Investigation Network
Crime+Investigation Polsat è una rete televisiva generalista polacca gestita e di proprietà di Cyfrowy Polsat che trasmette in lingua polacca.